# Tygrysek na słoneczniku
Tygrysek na słoneczniku (ros. Тигрёнок на подсолнухе) – radziecki krótkometrażowy film animowany z 1981 roku w reżyserii Leonida Nosyriewa na motywach bajki Jurija Kowala.

## Fabuła
Maleńki ussuryjski tygrysek Amba uciekając przed gwałtownym zimnem odnajduje w śniegu wykiełkowane ziarno słonecznika i ogrzewa je. Następnego ranka nad tajgą wyrósł ogromny słonecznik, a w samym jego centrum, pokryty płatkami, spał tygrysek. Tak więc Amba pozostał przy życiu na słoneczniku. Wraz z nadejściem jesieni wiał silny wiatr i słonecznik spadł na ziemię. Tygrysek schował się pod kwiat i zasnął. Po jakimś czasie wykiełkowały nasiona tego słonecznika, a wokół tygryska wyrosło mnóstwo ogromnych kwiatów, a na nich zrobiły sobie domy różne zwierzęta.